# اضطراب صورة الجسد
اضطراب صورة الجسد
يعد اضطراب صورة الجسد من الأعراض الشائعة لدى المرضى الذين يعانون من اضطرابات الأكل ويتميز بإدراك متغير لجسم المرء.
تُعزى البداية بشكل أساسي إلى المرضى الذين يعانون من فقدان الشهية العصابي الذين يميلون باستمرار إلى تمييز أنفسهم ذاتيًا على أنهم متوسطو أو زائدو الوزن على الرغم من الأسس السريرية الكافية لتصنيف أنهم يعانون من نقص شديد في الوزن، العرض هو تصور متغير لجسد الشخص وحالة شديدة من عدم الرضا الجسدي تميز اضطراب صورة الجسد.
يرتبط الاضطراب بعدم الرضا الجسدي الشديد وهو مصدر ضيق شديد وغالبًا ما يستمر حتى بعد البحث عن علاج لاضطراب الأكل ويعتبر من الصعب علاجه، علاوة على ذلك فالعلاج الدوائي غير فعال في الحد من سوء فهم الجسد وقد تم استخدامه للتركيز على الأمراض النفسية المرتبطة (على سبيل المثال اضطرابات المزاج أو القلق)، ومع ذلك حتى الآن يعمل الباحثون والأطباء على تطوير علاجات جديدة مثل تجارب الواقع الافتراضي والتعرض للمرآة والتي أظهرت بعض المدى  من الفعالية.

## التاريخ
بدأت الدراسة العلمية للتجارب الجسدية في نهاية القرن التاسع عشر، كان عالم وظائف الأعضاء الألماني هيرمان مونك أول من اقترح وجود تمثيل قشري للجسم مدعومًا بتجارب تشريح الأحياء على الكلاب، بعد بضع سنوات افترض كارل ويرنيك خريطة قشرية قادرة على جمع ومعالجة المدخلات الحسية من كل نقطة من الجسم، في عام 1905 قدم بونييه مصطلح مخطط الجسم وعرفه بأنه التمثيل العقلي للجسم الضروري للدماغ لإدراك الأشياء القريبة أو البعيدة أو داخل الجسم نفسه.
قام هيد وهولمز في عام 1911 بتوسيع مفهوم مخطط الجسم وتقديم مفاهيم مخطط الوضعية ومخطط السطح، وقد وصفوا مريضة يمكنها تحديد موقع المنبهات الموضوعة على جسدها لكنها لم تستطع تحديد مكان يدها في الفراغ، حددوا أيضًا الفرق بين المخطط والصورة، يُعرَّف المخطط بأنه تمثيل غير واعٍ ضروري للحركة والمكان في الفضاء والصورة كإدراك واعٍ للجسم.
في تاريخ الطب حدثت تشوهات في إدراك الجسد بشكل رئيسي في المرضى الذين يعانون من تلف عصبي أو نتيجة لمتلازمة الطرف الشبحي، في مجال الطب النفسي كانت أول أوصاف منهجية للإدراك المتغير جسديًا موجودة بالفعل في تصنيف شنايدر لأعراض الفصام في عام 1959، كانت الطبيبة النفسية الألمانية الأمريكية هيلدا بروخ أول طبيب يصف اضطراب صورة الجسد في اضطرابات الأكل بدقة.

## الخصائص
وصفت هيلدا بروخ لأول مرة اضطراب صورة الجسد في فقدان الشهية العصبي، كتبت في مقالتها «الاضطرابات الإدراكية والمفاهيمية في فقدان الشهية العصبي»:
مرض فقدان الشهية ليس شدة سوء التغذية في حد ذاته - إذ تظهر درجات حادة بنفس القدر في مرضى نفسيين آخرين يعانون من سوء التغذية - بل تشوه صورة الجسد المرتبطة به: عدم القلق بشأن الهزال حتى في حالة تقدمه والقوة والعناد اللذان غالبًا ما يتم الدفاع بهما عن المظهر الشنيع باعتباره أمرًا طبيعيًا وصحيحًا وليس نحيفًا جدًا وكأنه الأمان الممكن الوحيد ضد المصير المخيف المتمثل في أن تصبح سمينًا.
- هيلدي بروخ، الاضطرابات الإدراكية والمفاهيمية في فقدان الشهية العصبي، الطب النفسي الجسدي، 1962
لا يقتصر اضطراب صورة الجسم على فقدان الشهية العصبي حيث إنه موجود أحيانًا في اضطرابات الأكل الأخرى مثل الشره المرضي العصبي واضطراب الأكل بنهم، أظهرت الدراسات المنشورة في عام 2019 على القشرة المخية أنه من الممكن ملاحظة التغيرات في تصور الجسم في الأشخاص الأصحاء، إن التصور المتغير قليلاً عن الجسد هو جزء طبيعي من حياة كل شخص ويتجلى بشكل مكثف في الأفراد الأكثر ضعفًا (على سبيل المثال المرضى الذين يعانون من اضطرابات الأكل)، عادةً ما يتم الخلط بين اضطراب صورة الجسد واضطراب تشوه الجسم وهو اضطراب الوسواس القهري الذي يشترك معه في بعض السمات.
اضطراب صورة الجسد هو بنية متعددة الأوجه بما في ذلك القضايا الإدراكية والسلوكية، بعض العلامات الأكثر شيوعًا هي:
تغير في تقدير حجم الجسم وإدراك متغير للجسم وأشكاله
صور ذهنية لجسد المرء يبدو فيها مشوهاً أو زائداً
الأفكار السلبية المتعلقة بالجسم
سلوكيات متكررة لفحص الجسم
مقارنات متكررة بين جسد المرء وأجساد الآخرين
مشاعر القلق والعار وازدراء الجسد.

## في اضطراب الأكل بنهم
اضطراب صورة الجسد هو أحد الأعراض المميزة لفقدان الشهية العصبي والشره المرضي العصبي، في كلا هذين الاضطرابين أدى التركيز المفرط على أشكال الجسم وأحجامه إلى تسهيل التعرف على اضطراب صورة الجسم ووصفه ودراسته، لا يُعرف الكثير عن الاضطراب في المرضى الذين يعانون من اضطراب الأكل بنهم.
في وقت مبكر من عام 1993 قارن سبيتزر الأفراد الذين يعانون من السمنة المفرطة والذين يعانون من اضطراب الأكل بنهم ووجد أن أولئك الذين يعانون من اضطراب الأكل القهري كانوا أكثر قلقًا بشأن شكل الجسم ووزنه، بالإضافة إلى ذلك، يُظهر مرضى اضطراب الأكل بنهم مخاوف أكثر أهمية بشأن الوزن وشكل الجسم والمزيد من عدم الرضا الشديد عن الجسم والمزيد من سلوكيات الانعزال وفحص الجسم بشكل متكرر، من ناحية أخرى حققت دراسات قليلة في تصور الجسم المتغير لدى المرضى الذين يعانون من اضطراب الأكل بنهم وكانت النتائج متضاربة.
يميل بعض المرضى إلى المبالغة في تقدير أشكال أجسامهم والبعض الآخر لا يفعلون ذلك، في بعض الحالات يظهر الاضطراب الإدراكي بطريقة متناقضة مع الاستهانة بشكل وحجم الجسم الحقيقي، يشير هذا الاختلاف إلى أنماط ظاهرية مختلفة في طيف الشراهة وبالتالي يمكن اعتبار الاضطراب الإدراكي تفاقمًا لاضطراب نَهَم الأكل كما وصف لوير وزملاؤه في عام 2017.

## وبائيات المرض
لا توجد بيانات وبائية موثوقة لاضطراب صورة الجسم.
هناك العديد من التحديات المتعلقة بالتشخيص وأهمها التعريف غير الواضح لاضطراب صورة الجسم في كتيبات التشخيص الرسمية مثل الدليل التشخيصي والإحصائي للاضطرابات النفسية والتصنيف الدولي للأمراض مما يمنع التعرف عليه لدى السكان، علاوة على ذلك هناك تحديات مع أدوات التشخيص سواء بالنسبة للتعرف أو الفحص، لا يمكن قياس الإدراك المتغير للجسم إلا من خلال المهام السلوكية التي يتم تسليمها بشكل فردي، كما لا يمكن قياسه بالاستبيانات أو بأدوات أخرى تستخدم عادة في تحقيقات الطيف الواسع.
نظرًا لأنه لا يوجد دائمًا في اضطرابات الأكل فإن انتشاره لا يمكن مقارنته بمرض فقدان الشهية العصبي أو الشره المرضي أو اضطراب الأكل بنهم ولا يمكن الاستدلال عليه، قد تظهر صورة الجسم السلبية أيضًا في حالات نفسية أخرى مثل اضطراب ما بعد الصدمة والاكتئاب الشديد واضطراب تشوه الجسم، تشير هذه البيانات مجتمعة إلى احتمال وجود اضطرابات في الإدراك في حالات مرضية أخرى لا تتعلق مباشرة باضطرابات الأكل، لذلك فإن وجود اضطراب في صورة الجسد في أمراض نفسية أخرى يظل تخمينًا غير مدعوم حتى الآن بالبيانات الكافية.

## التعريف

### الدليل التشخيصي والإحصائي للاضطرابات النفسية الخامس
تُستخدم تسميات مختلفة في الأبحاث والإعدادات السريرية لوصف اضطراب صورة الجسم مما يؤدي إلى حدوث ارتباك في المصطلحات، من بين المصطلحات الأكثر استخدامًا: التناقض في صورة الجسم والتناقض الذاتي لصورة الجسم وتشويه صورة الجسم وصورة الجسم المضطربة والاضطرابات في تقديرات الجسم واضطراب صورة الجسم وصورة الجسم السلبية، في بعض الأحيان يستخدم مصطلح عدم الرضا عن الجسد للإشارة إلى اضطراب صورة الجسد بشكل عشوائي.
```
علاوة على ذلك فإن الدليل التشخيصي والإحصائي للاضطرابات النفسية الخامس يعرّف هذه الأعراض بشكل غامض: «اضطراب في الطريقة التي يشعر بها المرء بوزن الجسم أو شكله»، يعد عدم وجود تعريف واضح مشكلة من وجهة نظر البحث السريرية.
```

### اضطراب متعدد الأبعاد
على الرغم من مشاكل المصطلحات اتفق العديد من العلماء خلال أوائل القرن الحادي والعشرين على أن اضطراب صورة الجسد هو عرض متعدد الأبعاد لمكونات مختلفة مرتبطة بصورة الجسم. صورة الجسد هي مفهوم يتكون من تفاعل أربعة مكونات مرتبطة بالجسم: الإدراك والعاطفة والسلوك والإدراك.
الإدراك: الأفكار والمعتقدات حول الجسم وشكله، تمثيل عقلي واعي للجسم.
العاطفة: المشاعر والمواقف المتعلقة بالجسد (مثل الرضا الجسدي/عدم الرضا). السلوك: الإجراءات التي يقوم بها الأشخاص لفحص أجزاء أجسامهم أو تعديلها أو إخفائها.
الإدراك الحسي: كيف يستشعر العقل الجسم ويدركه ويشمل الإدراك الذاتي الحسي واللمسي والبصري.
في الأشخاص الذين يعانون من اضطراب في صورة الجسد يتم تغيير كل هذه المكونات في نفس الوقت.
في عام 2021 اقترح آرتوني وآخرون تعريفًا أوضح لاضطراب صورة الجسد كجزء من دراسة في اضطرابات الأكل والوزن، اقترح الباحثون استخدام مصطلح عدم الرضا الجسدي عندما تكون هناك تغييرات في المكونات العاطفية أو المعرفية أو السلوكية لصورة الجسم والاحتفاظ الصارم بمصطلح اضطراب صورة الجسد فقط عندما يتم تغيير جميع المكونات الأربعة بما في ذلك الإدراك، باختصار فإنهم يعرّفون اضطراب صورة الجسد على أنه وجود تصور متغير لشكل ووزن الجسم مما يؤدي إلى تفاقم الاستياء من الجسم.

## المكونات

### المعرفي
يُظهر المرضى الذين يعانون من اضطراب في صورة الجسد تغييراً في كيفية تخزين صورة الجسم في ذاكرتهم وكذلك التمثيل الواعي لأجسادهم، وبالنسبة للمرضى الذين يعانون من فقدان الشهية العصبي فيكون لديهم أفكار سلبية عن أجسامهم مثل «أنا بدين للغاية» أو «أنا قبيح» وغيرها من الأفكار السلبية المتعلقة بالجسم، يمكن أن يكون شكل الجسم غير الصحي عاملاً هامًا من عوامل الثبات النفسي حيث يولد المزيد من الاهتمام من أفراد الأسرة ويقلل من طلبات الآخرين وتوقعاتهم ويقلل من الجاذبية الجنسية (خاصة في المرضى الذين يعانون من الصدمات الجنسية).

### العاطفي
المكون العاطفي لصورة الجسد هو المشاعر والعواطف التي يشعر بها المرء تجاه الجسد، غالبًا ما يكون عدم الرضا الجسدي موجودًا لدى أولئك الذين يعانون من اضطراب في صورة الجسد ويرتبط أحيانًا بالقلق والعار عندما يرون أجسامهم أو يحدقون بها في المرآة، في بعض الحالات يتم الإبلاغ عن مشاعر الغضب والعدوان تجاه الجسد، يرتبط الخوف بأفكار السمنة.

### السلوكي
يشتمل المكون السلوكي لاضطراب صورة الجسم على سلوكيات مختلفة للتحقق من الجسم مثل الوزن المتكرر خلال اليوم وقضاء وقت طويل أمام المرآة أو تجنبها والتقاط صور سيلفي بشكل متكرر وفحص أجزاء من الجسم باليدين (مثل قياس محيط المعصمين والذراعين والفخذين والبطن أو الوركين)، تشمل السلوكيات الأخرى تجنب المواقف التي يكون فيها الجسم مكشوفًا (عند السباحة على سبيل المثال) وارتداء ملابس فضفاضة للغاية ومغطاة بشكل أكثر عمومية، تم الإبلاغ عن تجنب الأحاسيس الجسدية ولا سيما الحسية.

### الإدراك الحسي
في اضطراب صورة الجسد يتم تغيير العديد من المجالات الإدراكية، الإدراك البصري هو الأكثر دراسة ولكن وجدت الأبحاث تصورات خاطئة في المجالات الحسية الأخرى مثل اللمس، اقترحت بعض الأبحاث أن ذلك مرتبط بتمثيل عقلي عام متضخم لحجم الجسم، أخيرًا، الإحساس بالحالة الحالية للجسم يمثل مشكلة في أولئك الذين يعانون من اضطرابات الأكل.

## البداية
غالبًا ما يكون سن ظهور اضطراب صورة الجسد هو المراهقة المبكرة، العمر الذي تصبح فيه مقارنة المرء بأقرانه أكثر أهمية ويؤدي إلى حساسية أكبر تجاه النقد أو السخرية من المظهر الجسدي، علاوة على ذلك يؤدي البلوغ إلى تغييرات سريعة في حجم الجسم وشكله والتي يجب دمجها في صورة الجسد، لهذا السبب تعتبر المراهقة سنًا حرجًا مع قابلية أكبر للتأثر بالمثل الداخلية للنحافة مما قد يؤدي في النهاية إلى تطور عدم الرضا عن الجسم واضطراب صورة الجسد أو اضطرابات الأكل، في مراجعة عام 2019 حلل ساتلر وزملاؤه ثماني دراسات حول الموضوع، وجد الباحثون أن معظم المراهقين الذين يعانون من فقدان الشهية العصبي والشره المرضي لديهم بالفعل سلوكيات فحص الجسم والعواطف والمشاعر السلبية المتعلقة بالجسم وانخفاض مستوى الرضا عن الجسم، لسوء الحظ لا يزال من غير المعروف بالضبط كيف ينتقل المرء من عدم الرضا الأولي عن جسده إلى اضطراب الإدراك الحسي الفعلي على الرغم من أهميته السريرية، لا يزال سبب المرض غير معروف.

## العلاقة بمفاهيم أخرى

### الاستياء من الجسم
يرتبط الاستياء من الجسم واضطراب صورة الجسد ارتباطًا وثيقًا، تؤثر المتغيرات الشخصية والثقافية والاجتماعية والعرقية إلى حد كبير على عدم الرضا الجسدي مما يؤثر في ظهور المشاعر المؤلمة تجاه الجسد، بالإضافة إلى ذلك يعتبر الضغط الاجتماعي عامل خطر لعدم الرضا عن الجسم، على سبيل المثال فإن الوجود المتكرر في وسائل الإعلام للأجساد النحيلة يخلق - خاصة عند الفتيات الصغيرات - مقارنة يومية بين أجسادهن وعارضاتهن مما يزيد الشعور بالخجل والاشمئزاز والقلق تجاه الجسد والمظهر.
عدم الرضا عن الجسد ينطوي فقط على ثلاثة من المكونات الأربعة لصورة الجسد، أولئك الذين يعانون من عدم الرضا الجسدي يمكن أن يكون لديهم أفكار سلبية عن جسدهم (على سبيل المثال «أنا قبيح» أو «أنا قصير جدًا»)، بالإضافة إلى ذلك قد يكون لديهم سلوكيات تتعلق بعدم الرضا الجسدي (على سبيل المثال اتباع نظام غذائي أو اللجوء إلى الجراحة التجميلية)، قد يكون لديهم أيضًا مشاعر سلبية بعدم الرضا عن أجسادهم ويخجلون من إظهارها في الأماكن العامة، ومع ذلك فإن كل هذه الجوانب لا تكفي لتعريفها بأنها اضطراب في صورة الجسد، في الواقع لا يوجد تغيير إدراكي لجسد المرء، وبالتالي لا يمكن استخدام «اضطراب صورة الجسد» بالتبادل مع «عدم الرضا عن الجسد» لكنهما مرتبطان ارتباطًا وثيقًا.

### اضطراب تشوه الجسم
يعد اضطراب صورة الجسم في حالة فقدان الشهية واضطراب تشوه الجسم حالات نفسية متشابهة يتضمن كلاهما إدراكًا متغيرًا للجسم أو أجزاءاً منه ولكنهما ليسا نفس الاضطراب.
اضطراب صورة الجسد هو أحد أعراض فقدان الشهية العصبي ويغير تصور الوزن والشكل للجسم كله، يعتقد مرضى فقدان الشهية العصبي أنهم يعانون من زيادة الوزن وينظرون إلى أجسامهم على أنها «سمينة» ويخطئون في فهم شكل أجسامهم، وفي الوقت نفسه فإن اضطراب تشوه الجسم هو اضطراب الوسواس القهري الذي يتميز باهتمام غير متناسب بالحد الأدنى من العيوب الجسدية الفردية أو غيابها والتي تسبب الضيق والضعف الاجتماعي، المرضى الذين يعانون من اضطراب تشوه الجسم قلقون بشأن التفاصيل الجسدية وخاصة الوجه والجلد والأنف، وهكذا فإن كلا من فقدان الشهية العصبي واضطراب تشوه الجسم يظهران اضطرابات كبيرة في صورة الجسم ولكنهما مختلفان للغاية، فعلى سبيل المثال أفاد غرانت وآخرون أن 39٪ من مرضى القهم العصابي في العينة لديهم تشخيص مرضي مصاحب لاضطراب تشوه الجسم مع مخاوف لا علاقة لها بالوزن.

#### أوجه التشابه
وجدت دراسات سابقة أن كلاً من اضطراب التشوه الجسمي واضطراب الأكل كانا متشابهين في عدم الرضا عن الجسم وفحص الجسم والمخاوف الجسدية ومستويات الكمال، علاوة على ذلك أبلغ كل من مرضى اضطراب التشوه الجسمي والقهم العصابي عن شدة المشاعر السلبية وانخفاض شدة المشاعر الإيجابية وتدني احترام الذات وأعراض القلق، علاوة على ذلك تجد الأبحاث مخاوف شديدة بشأن مظهر الشخص مما يؤدي إلى مواجهة مستمرة مع أجساد الآخرين في كلا المرضين، بالإضافة إلى ذلك تظهر اضطرابات صورة الجسم واضطراب تشوه الجسم بشكل عام خلال فترة المراهقة، أخيرًا يبدو أن التغييرات في العمليات البصرية موجودة في كلا الاضطرابين مع مزيد من الاهتمام بالتفاصيل ولكن بصعوبة أكبر في إدراك المنبهات بشكل كلي، في الواقع تشير أبحاث الفيزيولوجيا العصبية وتصوير الأعصاب إلى وجود أوجه تشابه بين مرضى اضطراب التشوه الجسمي ومرضى القهم العصابي من حيث التشوهات في المعالجة الإبصارية المكانية.

#### الاختلافات
على الرغم من العديد من أوجه التشابه فإن الاضطرابين لهما أيضًا اختلافات كبيرة، أولها هو التوزيع بين الجنسين، يكون اضطراب صورة الجسد أكثر انتشارًا عند الإناث، علاوة على ذلك، فمرضى اضطراب التشوه الجسمي يبلغون عن مخاوفهم وسوء فهمهم في مناطق معينة من الجسم (الوجه والجلد والشعر بشكل أساسي).

## التشخيص
لم يتم تحديد اضطراب صورة الجسد بوضوح من خلال التصنيفات الرسمية للمرض، ومع ذلك، فإنه يظهر في الدليل التشخيصي والإحصائي الخامس ويوصف بشكل غامض بأنه «اضطراب في طريقة اختبار الوزن وشكل الجسم»، نتيجة لذلك يعتمد التشخيص عادة على العلامات والأعراض المبلغ عنها، لا توجد حتى الآن علامات بيولوجية لاضطراب صورة الجسم، يتم استخدام العديد من الأدوات السيكومترية لقياس المكونات المعرفية والعاطفية والسلوكية لصورة الجسد في الإعدادات السريرية والبحثية مما يساعد في تقييم المكونات السلوكية لصورة الجسم، في الآونة الأخيرة طور البحث أدوات أخرى لقياس المكون الإدراكي.

### وسائل التقييم

#### اختبار عدم ارتياح الجسم
هو استبيان يتم إجراؤه ذاتيًا، يستكشف العديد من المجالات في المجموعات السريرية وغير السريرية: رهاب الوزن وسلوك التجنب المرتبط بصورة الجسم والمراقبة الذاتية القهرية ومشاعر الانفصال والغربة تجاه الجسد بالإضافة إلى ذلك يستكشف مخاوف محددة بشأن أجزاء معينة من الجسم أو الأشكال أو الوظائف.

#### استبيان اضطراب صورة الجسم
يستقصي المجالات المختلفة المتعلقة باضطراب صورة الجسد، على سبيل المثال يقوم بتقييم أجزاء الجسم التي يجدها الفرد أكثر إشكالية والآثار النفسية لمخاوفه بشأن جسده والتأثيرات على حياته الاجتماعية وسلوكه الغذائي.

#### استبيان شكل الجسم
عبارة عن استبيان للتقييم الذاتي مكون من 34 عنصرًا مصمم لقياس درجة عدم الرضا عن وزن وشكل الجسم ويتضمن أسئلة حول الخوف من زيادة الوزن وما إذا كان لدى المرء الرغبة في إنقاص الوزن.

#### استبيان فحص الجسم
يقيس تواتر سلوكيات التحكم في الجسم مثل قياس مناطق معينة من الجسم واستخدام المرايا للتحقق من شكل الجسم أو تجنبها وارتداء ملابس فضفاضة والتحقق من البروز العظمي بيدي الشخص.

### أدوات التقييم الإدراكي

#### اختبار تشوه صورة الجسم عند الأطفال والمراهقين
يحاكي المرضى الذين لديهم حبل بطول 180 سم محيط أجزاء الجسم المختلفة بما في ذلك الوركين والفخذين وعرض الكتفين وأجزاء أخرى من الجسم تعتبر رهابية، تتم مقارنة هذا التقدير بالحجم الفعلي للمريض، يتم التحقق من صحة هذا الإجراء للأطفال والمراهقين ولكن يمكن استخدامه أيضًا في البالغين.

#### مهمة تقدير الحجم البصري
يتم وضع المرضى واقفين أمام جدار على مسافة حوالي متر واحد، يضعون ملصقين على الحائط يعكسان الأبعاد المتصورة لأجزاء الجسم المختلفة مثل عرض الكتفين أو الوركين أو محيط الخصر، ثم يتم أخذ هذه القيم ومقارنتها مع تلك التي تم قياسها مباشرة على المريض.

#### مهمة تقدير اللمس
يقدر المرضى المسافة بين نقطتي المقياس أثناء وضعه على أجزاء مختلفة من الجسم، يتم إجراء العديد من القياسات ويتم توجيه المقياس في اتجاهات مختلفة (على سبيل المثال عند ارتفاع الوركين يتم وضعه أفقيًا وعموديًا)

#### التحويل ثلاثي الأبعاد
تسمح العديد من برامج الكمبيوتر للنمذجة ثلاثية الأبعاد بتعديل نموذج جسم الإنسان بشكل مباشر عن طريق زيادة أو تقليل حجمه، يقوم المرضى بتعديل الصورة الرمزية ثلاثية الأبعاد بحيث تمثل صورة أجسادهم بأكبر قدر ممكن، ثم تتم مقارنة قيم النموذج مع القياسات الفعلية للمرضى.

#### الإدراك متعدد الحواس
إن إدراك الجسد هو عملية متعددة الحواس تدمج المعلومات المستمدة من القشرة الحسية بما في ذلك المناطق المرئية والاستيعابية واللمسية والسمعية، كل هذه المناطق لها دور في إدراك الجسد.

### تصوير الدماغ
لقد وجدت دراسات الرنين المغناطيسي الوظيفي التي تفحص استجابات الدماغ في مرضى فقدان الشهية العصبي للنماذج التي تتضمن مهام صورة الجسم نشاطًا متغيرًا عبر مناطق الدماغ المختلفة بما في ذلك قشرة الفص الجبهي والقشرة الجدارية واللوزة والتلفيف المغزلي.

## الوقاية
برنامج الجسد هو برنامج للوقاية من اضطرابات الأكل ضمن إطار إدراكي، يوفر البرنامج منتدى لفتيات المدارس الثانوية والنساء في سن الكلية لمواجهة المثل العليا غير الواقعية وتطوير صورة صحية للجسم واحترام الذات، أثبت بشكل متكرر أنه يقلل بشكل فعال من المزاج السلبي والنظام الغذائي غير الصحي والأكل المضطرب.

## طرق العلاج

### الإدراك والتأثير والسلوك
من الناحية التاريخية ركز البحث بشكل أساسي على المكونات المعرفية والعاطفية والسلوكية لاضطراب صورة الجسد، وبالتالي تستهدف العلاجات عمومًا أعراضًا مثل المعتقدات المختلة والمشاعر والعواطف المتعلقة بالجسم، أحد أشهر العلاجات النفسية في هذا المجال هو أحد أنواع العلاج المعرفي السلوكي والذي تم تعزيزه باستراتيجيات خاصة لمعالجة علم النفس المرضي لاضطرابات الأكل، يتضمن ذلك تقليل الأفكار السلبية والمخاوف بشأن وزن الجسم وشكله، أظهرت مراجعة في عام 2020 أنه يقلل بشكل فعال من الأعراض الأساسية في اضطرابات الأكل بما في ذلك المخاوف المتعلقة بالجسم، على الرغم من ذلك فإن نتائجه ليست أفضل من أشكال العلاج الأخرى، لم يتم بعد تحديد العلاج المفضل لاضطرابات الأكل لدى البالغين.

### الإدراك
مقارنة بالنماذج العلاجية السلوكية المعرفية الكلاسيكية، منذ أوائل القرن الحادي والعشرين تم تطوير علاجات جديدة لاضطراب صورة الجسم مع التركيز على المكون الإدراكي للاضطراب.
مبادلة الجسم في الواقع الافتراضي هي تقنية تسمح بتوليد وهم الجسم أثناء تجربة الواقع الافتراضي، على وجه التحديد بعد بناء الصورة الرمزية الافتراضية باستخدام برنامج النمذجة ثلاثية الأبعاد، من الممكن توليد الوهم بأن جسد الصورة الرمزية هو جسد المرء، الصورة الرمزية هي نموذج ثلاثي الأبعاد لجسم الإنسان يحاكي الحجم الفعلي للمريض ويمكن تعديله مباشرة، وجدت بعض الدراسات أن تطبيق هذه التقنية على المصابين بفقدان الشهية العصبي يقلل من سوء فهمهم لأجسامهم ولكنه يوفر في الوقت الحالي تأثيرًا قصير المدى فقط.
تدريب هوب هو تدخل قصير المدى مدته 8 أسابيع (10 دقائق لكل جلسة) مصمم للتوعية وتقليل سوء فهم الجسم، أثناء التمرين يتم وضع عدة دوائر مرنة بأحجام مختلفة أمام المريض، أولاً يشير المرضى إلى أي من الدوائر المختلفة يناسب محيط الوركين بشكل أفضل، بمجرد الإشارة تتم دعوة المرضى لدخول الدائرة ورفعها والتقليل من صحة تقديره أو إثباتها، يتم التمرين حتى يحدد المريض المحيط الصحيح للوركين، يمكن مقارنة الدائرة المختارة في البداية مع الدائرة التي يمكن أن تتطابق مع الحجم الفعلي للمريض، يهدف هذا التدريب إلى العمل على المكونات المعرفية والعاطفية والإدراكية لاضطراب صورة الجسم وقد تم نشر بيانات الفعالية الأولى في عام 2019.
العلاج الإدراكي الآخر هو علاج إدراك الجسم الذي تم نشر بيانات فعاليته الأولى في عام 2021، وهو تدخل جماعي محدد لاضطراب صورة الجسم الذي يركز على الإدراك الذاتي عن طريق اللمس والاستعداد والتدخل أثناء تجربة تركز على الجسم، أثناء التمرين يستلقي المرضى على ظهورهم في وضع الاستلقاء مع عيون مغلقة، ثم يقوم المعالج بتوجيه المرضى لتركيز الانتباه بشكل انتقائي على أجزاء الجسم المختلفة الملامسة للأرض، بالترتيب: القدمين والساقين والفخذين والظهر والكتفين واليدين والذراعين والرأس والجسم بكامله، بالإضافة إلى ذلك يجب على المرضى الانتباه إلى درجة حرارة الجلد وضربات القلب وتدفق التنفس.
أظهر كل من تدريب هوب وعلاج إدراك الجسم نتائج فعالة في الدراسات التجريبية وتم تصميمهما للعمل ضمن إطار تكاملي متعدد الحواس، ومع ذلك فهي تكمل - ولا تحل محل - العلاجات القياسية الحالية لاضطرابات الأكل، ومع ذلك فكلاهما علاجات جديدة أيضًا ولم يتم تكرار النتائج في دراسات مستقلة، وبالتالي يجب تأكيد/عدم تأكيد فعاليتها الفعلية من خلال الأبحاث المستقبلية، اعتبارًا من نهاية عام 2021 لم يتم تكرارها بعد.